# Gelbe Anakonda
Die Gelbe Anakonda (Eunectes notaeus), auch Paraguay-Anakonda oder Südliche Anakonda, ist eine Art aus der Familie der Boas (Boidae).

## Erscheinung
Die Gelbe Anakonda ist eine kräftig gebaute Schlange mit kaum vom Hals abgesetzten Kopf. Ihre Grundfarbe ist ein helles Gelbbraun mit zwei großen, dunklen, unregelmäßigen Fleckenreihen auf dem Rücken und zwei bis drei kleineren Seitenfleckenreihen. Die Bauchseite ist gelblich. Die Körperlänge beträgt in der Regel 250–300 cm, die größeren Weibchen können Längen bis 4 Meter erreichen. Insgesamt bleibt die Gelbe Anakonda damit deutlich kleiner als die Große Anakonda (Eunectes murinus).
Die Anzahl der Supralabialschilde ist mit 12 bis 16 ebenso wie die der Infralabialschilde mit 15 bis 21 geringer als bei der Großen Anakonda. Der Rumpf weist 43 bis 52 Reihen glatter Schuppen in der Mitte, 213 bis 237 Ventralschilde, 44 bis 61 Subkaudalschilde und einen ungeteilten Analschild auf.

## Verbreitung und Lebensweise
Das Verbreitungsgebiet der Gelben Anakonda liegt in Südamerika und erstreckt sich über Südost-Bolivien, Südwest-Brasilien, Paraguay und Nordost-Argentinien.
Ihr Habitat umfasst vor allem die vegetationsreichen Uferbereiche verschiedener Gewässer sowie lichte Bereiche in Feuchtwäldern. Sie schwimmt und taucht ausgezeichnet und bleibt an Land vorwiegend in Bodennähe. Beutetiere sind Säugetiere, Vögel, Fische und Reptilien, die aus der Lauerstellung gepackt und dann erwürgt werden.
Gelbe Anakondas sind lebendgebärend. Nach einer Tragzeit von 6 bis 8 Monaten kommen 20 bis 30, maximal 40 Jungtiere zur Welt. Diese sind bei der Geburt 50 bis 70 cm groß. Die Lebenserwartung liegt bei etwa 20 Jahren.